# Звёзды и полосы (трилогия)
«Звёзды и полосы» (англ. Stars and Stripes) — трилогия романов в жанре альтернативной истории от известного писателя-фантаста Гарри Гаррисона. Название отсылает к патриотическим чувствам американцев: «Звёзды и полосы навсегда» (англ. Stars and Stripes Forever) — одна из наиболее известных в США патриотических песен, написанная композитором Джоном Сузой; звёзды и полосы — ключевые элементы флага США.

## Сюжет
Точкой бифуркации трилогии служит инцидент с судном Trent. В нашем мире ситуация была разрешена мирным путём благодаря вмешательству принца Альберта. В мире трилогии Альберт преждевременно умирает, оставив кризис в руках более воинственного лорда Пальмерстона. Королева Виктория обвиняет в смерти принца Альберта американцев и даёт своим министрам карт-бланш, чтобы сделать всё что угодно ради того, чтобы американцы заплатили за это. Это заставляет британцев вмешаться в ход Гражданской войны в США, первоначально на стороне Конфедерации. Однако ошибка в навигации и случайное нападение на южный городок заставляют обе группы американцев забыть о старых обидах и сплотиться против крупнейшей империи в истории.

## Критика
Многие критики отозвались отрицательно о трилогии из-за множества неоправданных расхождений с историей, а также неверного поведения многих исторических личностей. Например, в мире трилогии герцог Веллингтон всё ещё жив, несмотря на то, что в нашем мире он умер в 1852 году. Это указывает на то, что точка бифуркации находится задолго до 1852 года. Тем не менее, этот факт не влияет на ход Крымской войны в мире трилогии.

## Романы трилогии
- 1998 — «Кольца анаконды» (англ. Stars and Stripes Forever)
- 2000 — «Враг у порога» (англ. Stars and Stripes in Peril)
- 2002 — «В логове льва» (англ. Stars and Stripes Triumphant)